# Ao Gunji
Ao Gunji (jap. 郡司 蒼, Gunji Ao; * September 1970 in der Präfektur Tokio) ist ein japanischer Fotograf. Er lebt und arbeitet in Tokio.

## Stil
Gunji fotografiert fast ausschließlich Schwarzweiß-Akte ohne jegliche Abstraktion; meist in Innenräumen, teilweise auch in der freien Natur. Ao Gunji versucht mit seinen Bildern nicht den Moment, sondern das bereits Geschehene darzustellen und dem Betrachter somit einen Blick in die angenommene Vergangenheit zu ermöglichen.
Ao Gunji ist bekannt dafür, dass er seine Werke genau plant und die Aufnahmeorte oftmals akribisch auswählt. Erst wenn er den Ort gefunden hat, sucht er sich das – ihm meist unbekannte – Model.